# Тор, Лондон
Ло́ндон Тор (англ. London Thor; род. 9 февраля 1997, Агура-Хилс, Калифорния, США) — американская певица и актриса корейского происхождения. Наиболее известна по роли женской версии Джордана Ли в телесериале «Поколение „Ви“».

## Биография

### Детство
Тор родилась и выросла в Агура-Хилс, штат Калифорния, в семье актёра Кэмерона Тора и Элис Картер. Её родители управляли актёрской студией в Студио-Сити, из-за чего Тор большую часть детства провела там. У неё также есть старший брат Дилан-Эйс Картер.

### Карьера

#### Музыка
Тор — певица и автор песен. Она начала писать музыку в 12 лет, а в 15 лет выпустила свой первый мини-альбом на iTunes. Все музыкальные клипы Тор сняли её мать и брат. Её песни звучали в таких фильмах и сериалах, как «Девушка в поезде» и «Девушки любят волшебство». Она также написала текст и исполнила песни с такими артистами и диджеями, как Маркус Шульц, Farius, AWAY, TyDi, Shane 54, Кристофер Тин, Джером Исма-Эй, Гарет Эмери и Аластор.

#### Кино и телевидение
Тор снялась в телесериалах «Ты», «Бесстыжие» и «Я никогда не…» от Netflix, а также в фильме Греты Гервиг «Леди Бёрд».
В мае 2022 года Тор присоединилась к актёрскому составу супергеройского сериала Prime Video «Поколение „Ви“», в котором исполнила женскую версию Джордана Ли (мужскую версию сыграл Дерек Лу). Тор заявила, что «очень легко делить персонажа с Дереком», и добавила, что они были «открыты для обсуждений персонажа и готовы прислушиваться к мнению друг друга. Мы создали этого персонажа с нуля». Лу рассказал Variety, что когда Джордан находится в женской форме, то «они более круты, чуть более панк-роковые, слегка более конфликтные и используют сухой юмор».

## Личная жизнь
В июле 2019 года Тор начала встречаться с музыкантом Карсоном Даниелем Файфером, с которым познакомилась на музыкальном фестивале в Лос-Анджелесе. Они обручились в июле 2021 года, а 30 сентября 2023 года Тор написала в Facebook об их свадьбе.

## Фильмография
| Год          | Заголовок      | Title               | Роль                                        | Примечания                         |
| ------------ | -------------- | ------------------- | ------------------------------------------- | ---------------------------------- |
| 2015         |                | The Rolling Soldier | Сэди                                        | 4 эпизода                          |
| 2016—2018    | Бесстыжие      | Shameless           | Оливия                                      | 5 эпизодов                         |
| 2017         | Леди Бёрд      | Lady Bird           | Певица, исполнившая «Merrily We Roll Along» | фильм                              |
| 2021         | Ты             | You                 | Стефани                                     | Эпизод: «Мы все здесь сумасшедшие» |
| 2022         | Я никогда не…  | Never Have I Ever   | Стелла                                      | Эпизод: «…была призраком»          |
| 2023 — н. в. | Поколение «Ви» | Gen V               | Джордан Ли                                  | главная роль                       |
| TBA          |                | Infinitely Dense    | Лейла                                       | пост-продакшн                      |